# ازدواج ممنوع
ازدواج ممنوع (به کره‌ای: 금혼령, 조선 혼인 금지령; انگلیسی: The Forbidden Marriage) یک مجموعهٔ تلویزیونی کره جنوبی سال ۲۰۲۲ با بازی پارک جو-هیون، کیم یونگ ده و کیم وو-سوک است. این مجموعه بر پایهٔ وب ناول با همین نام اثر چون جی هه است که به‌صورت وب‌تون نیز منتشر شده‌ است و همچنین نویسندگی این مجموعه را بر عهده دارد. این مجموعه از ۹ دسامبر ۲۰۲۲ تا ۲۱ ژانویه ۲۰۲۳، روزهای جمعه و شنبه ساعت ۲۱:۵۰ (کی‌اس‌تی) از ام‌بی‌سی برای ۱۲ قسمت پخش شد.

## خلاصه داستان
این مجموعه داستان پادشاه لی هون، کسی که هفت سال پیش همسرش فوت کرده و از آن زمان ممنوعیت ازدواج در چوسان را صادر کرده‌ است و سو رانگ، کلاهبرداری که ادعا می‌کند توسط روح همسر فقید پادشاه تسخیر می‌شود را بازگو می‌کند.

## بازیگران

### اصلی
- پارک جو هیون در نقش سو رانگ[۷]
- کیم یونگ ده در نقش لی هون[۸]
- کیم وو-سوک در نقش لی شین وون[۹]

### مکمل
- چوی دوک مون در نقش گوانگ یی[۱۰]
- جونگ بو مین در نقش هه یونگ[۱۱]
- یانگ دونگ گون در نقش جو سونگ گیون[۱۰]
- سو جین وون در نقش کوان ریپ[۱۰]
- جون جین اوه در نقش نا سانگ جو[۱۰]
- لی دو سوک در نقش کیم یی جون[۱۰]
- لی هیون گول در نقش سه جانگ[۱۰]
- هوانگ جونگ مین در نقش یک بانوی دربار[۱۲]
- کیم مین سانگ در نقش دو سونگ جی[۱۰]
- جو سونگ یون در نقش لی جونگ هاک[۱۰]
- پارک سون یونگ در نقش سو اون جونگ[۱۳]
- سونگ جی وو در نقش یه هیون هی[۱۴]
- اوم هیو-سوپ در نقش یه هیون هو[۱۰]
- کیم مین جو در نقش آن جا یون[۱۵]
- چا می کیونگ در نقش ملکه مادر[۱۰]
- یون جونگ هون در نقش جا چونگ سوک[۱۶]
- لی جونگ هیون در نقش اوه دوک هون[۱۷]
- کیم مین سوک در نقش وانگ به[۱۸]
- هونگ شی یونگ در نقش جونگ دو سوک[۱۰][۱۹]

### سایر بازیگران
- لی یو کیونگ در نقش سو هیانگ[۱۰]

## تولید
در ۱۰ نوامبر ۲۰۲۲، یکی مقام رسمی از ام‌بی‌سی اعلام کرد که به‌علت مثبت شدن تست کووید ۱۹ یکی از عوامل مجموعه، فیلمبرداری موقتاً متوقف شد و در ۱۴ نوامبر مجدداً ادامه پیدا کرد.